# Cubzac-les-Ponts
Cubzac-les-Ponts is een gemeente in het Franse departement Gironde (regio Nouvelle-Aquitaine). De plaats maakt deel uit van het arrondissement Blaye. Cubzac-les-Ponts telde op 1 januari 2022 2.637 inwoners.

## Geografie
De oppervlakte van Cubzac-les-Ponts bedroeg op 1 januari 2022 8,92 vierkante kilometer; de bevolkingsdichtheid was toen 295,6 inwoners per km².

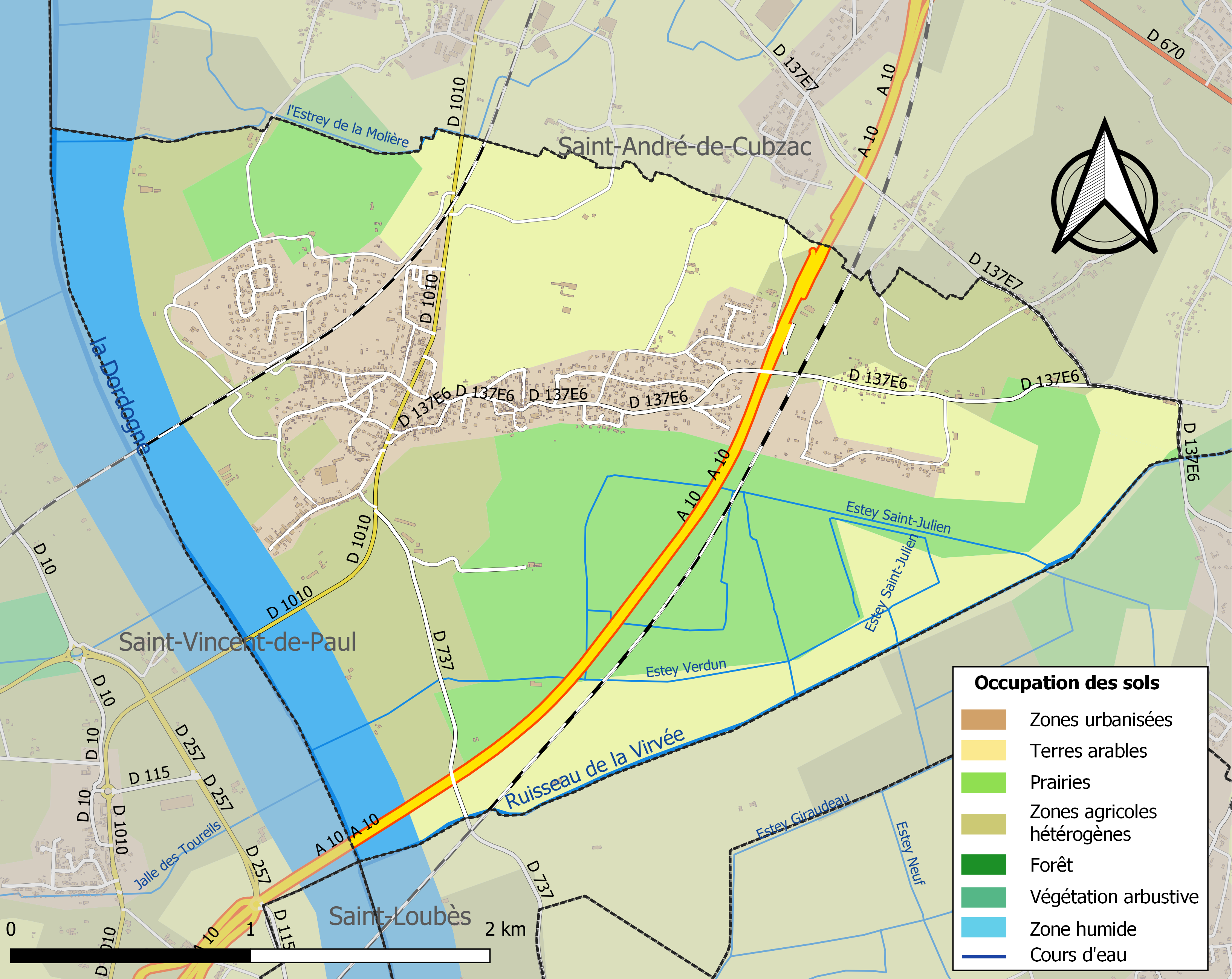
Kaart van de gemeente met belangrijkste infrastructuur, bodemgebruik en omliggende gemeenten

## Verkeer
In de gemeente ligt de spoorweghalte Cubzac-les-Ponts.

## Demografie
Onderstaande figuur toont het verloop van het inwonertal (bron: INSEE-tellingen).

## Afbeeldingen

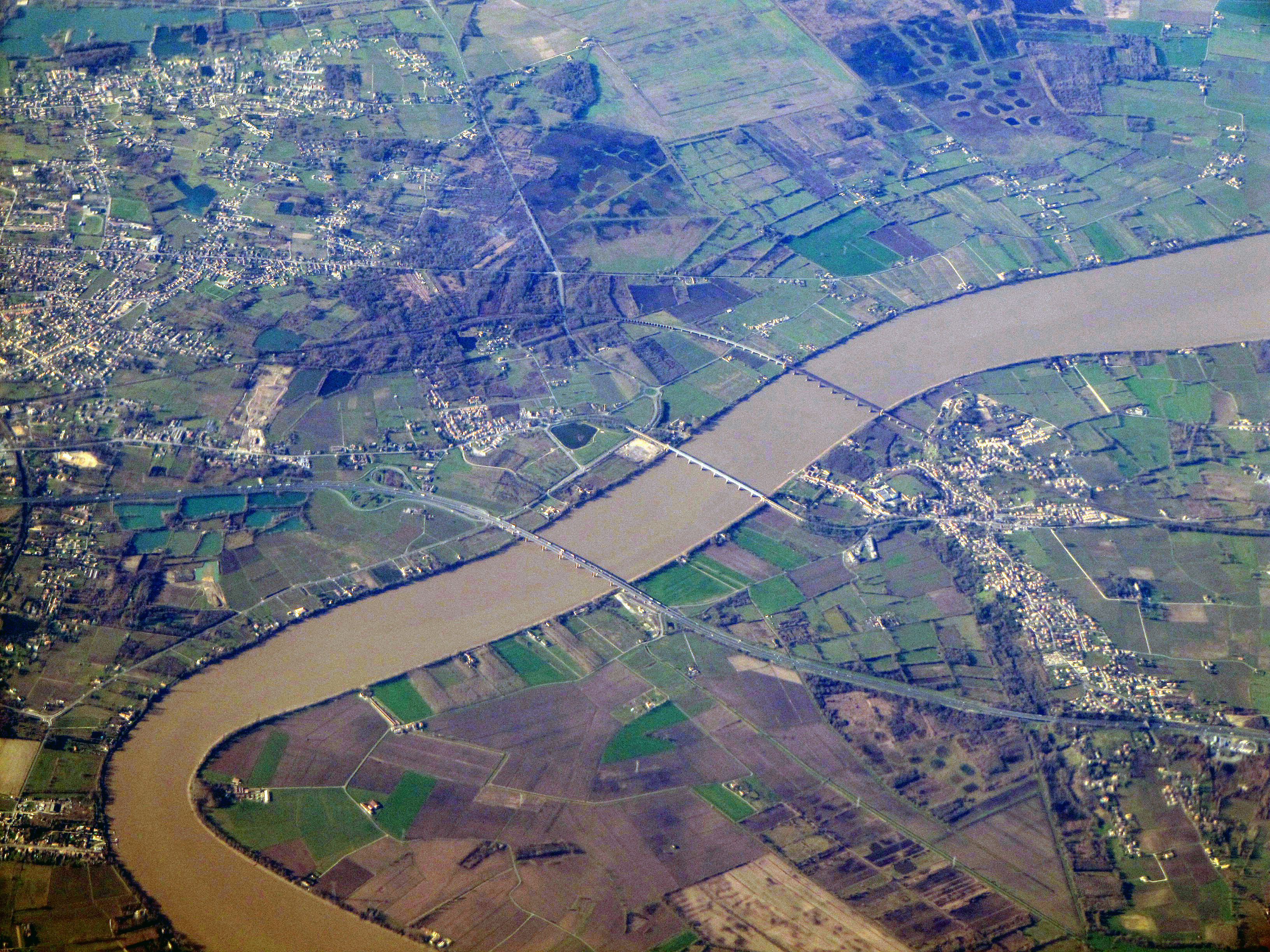
Luchtfoto, Saint-Vincent-de-Paul ligt op de linkeroever, op de rechteroever ligt Cubzac-les-Ponts
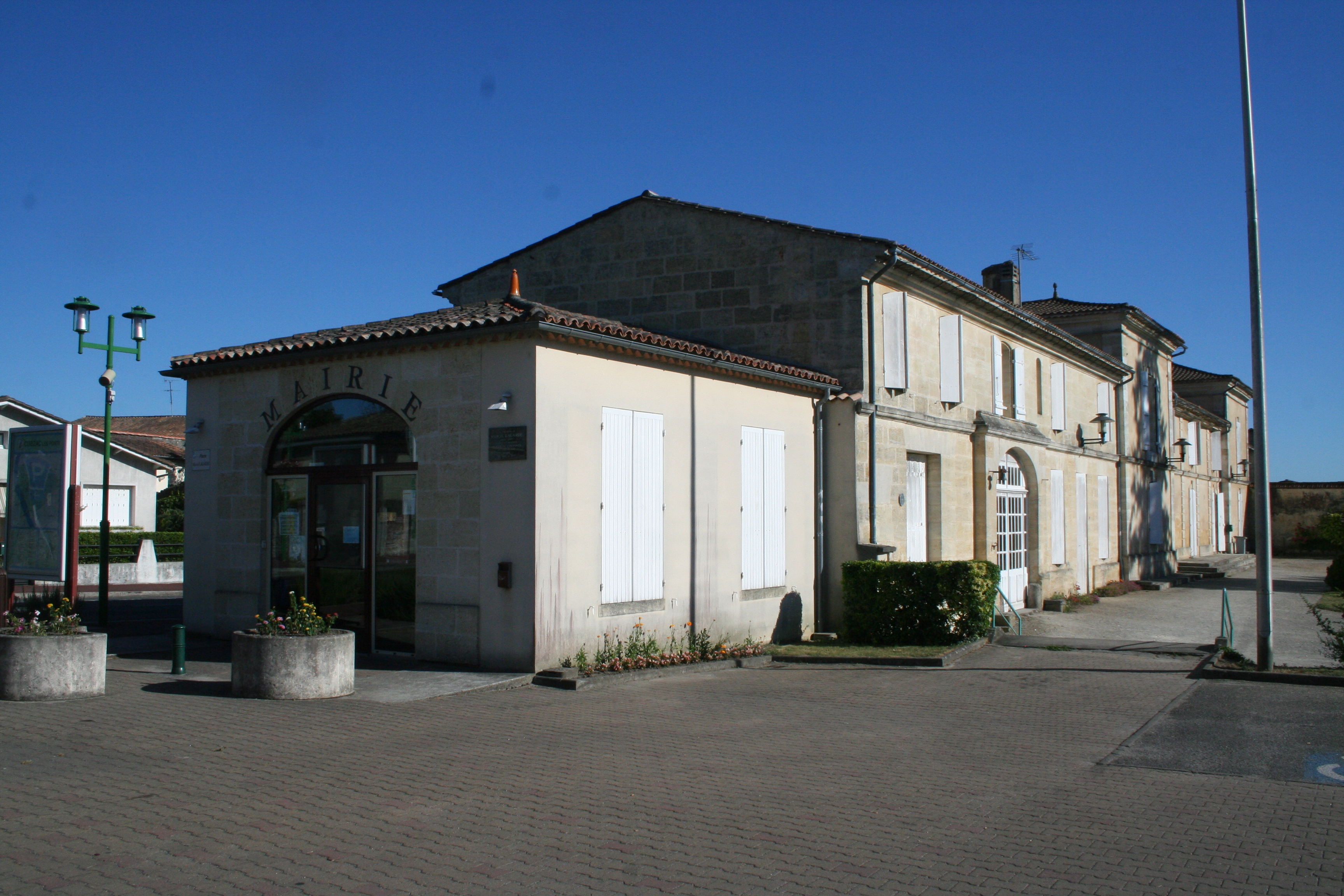
Gemeentehuis
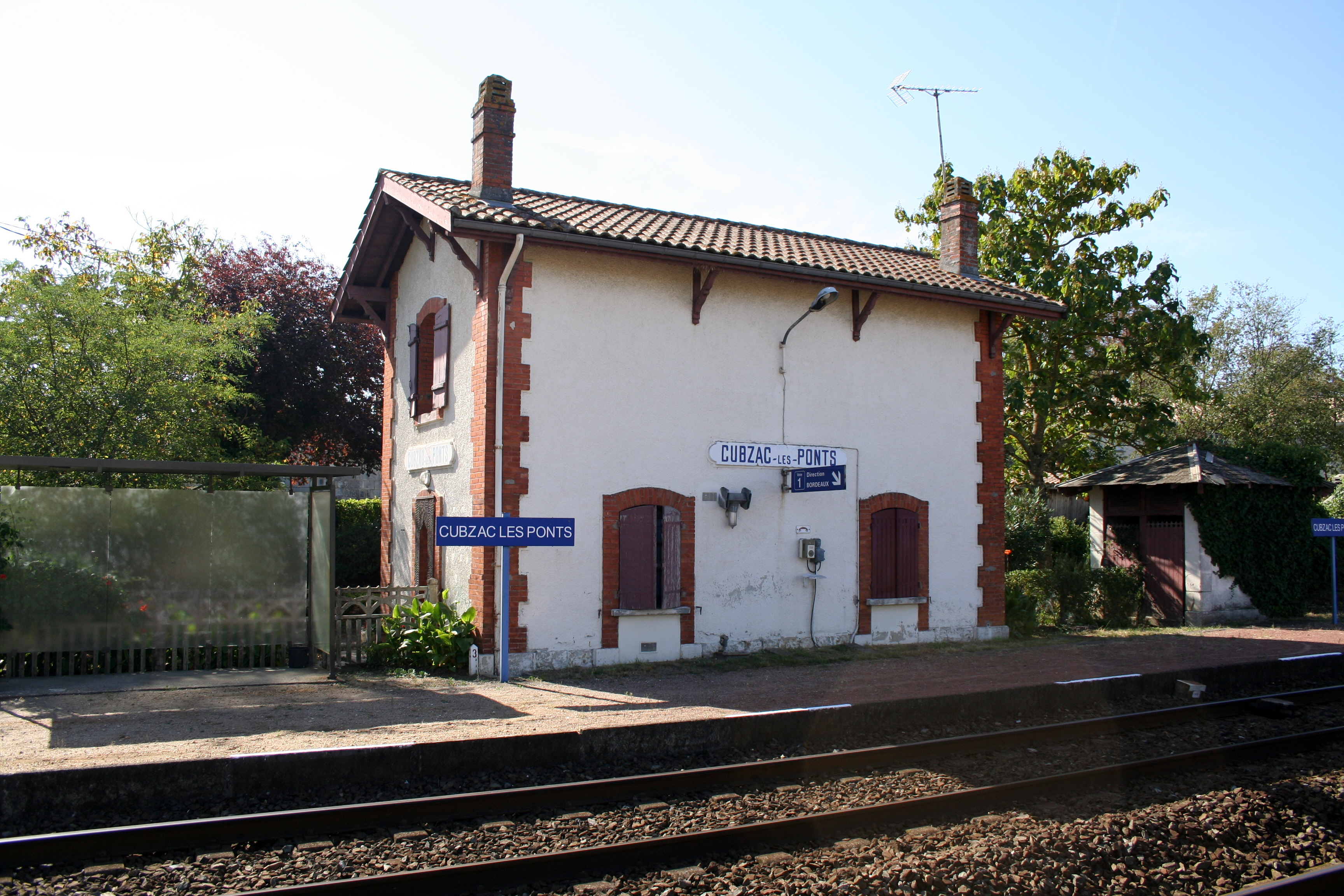
Station
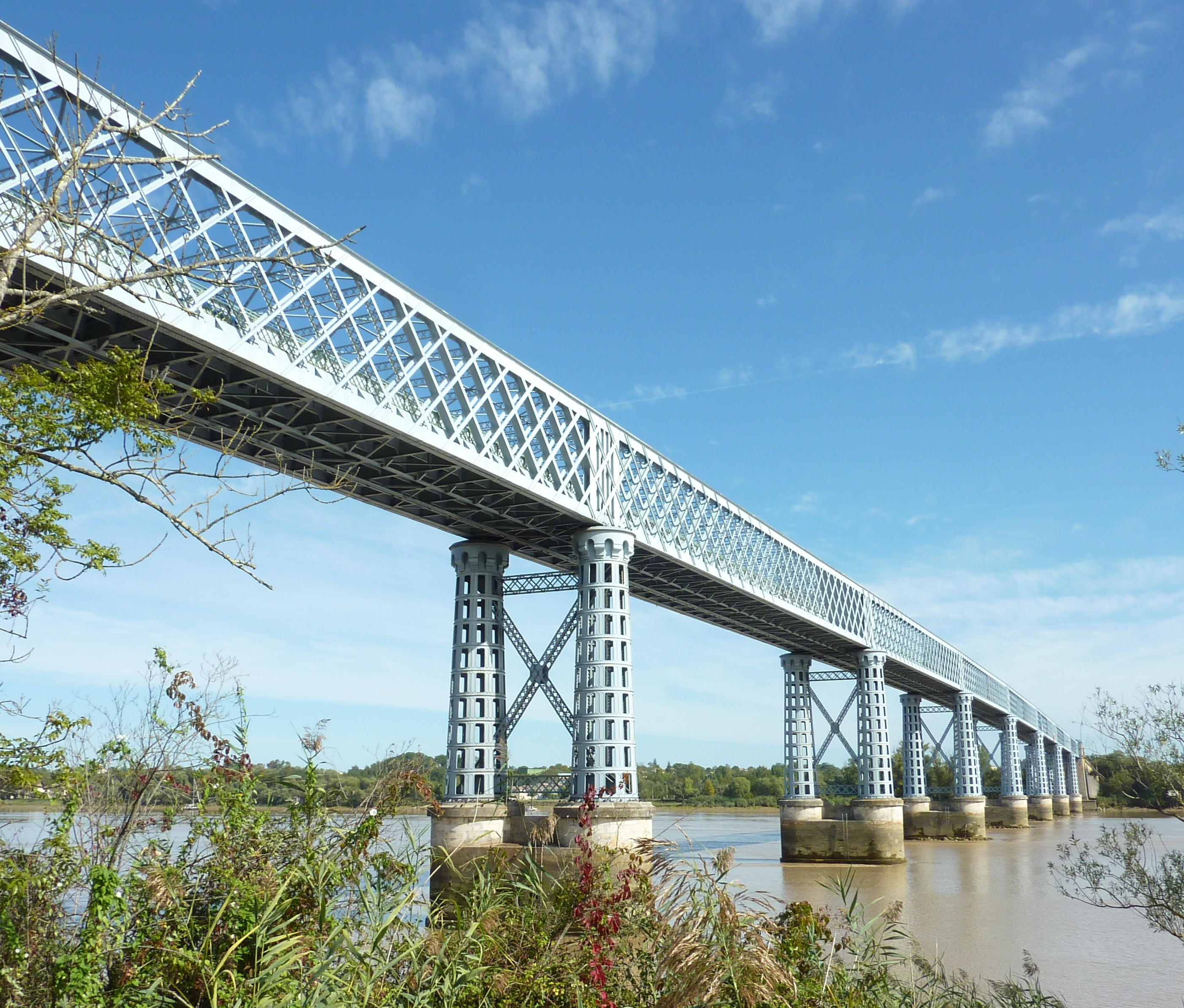
Verkeersbrug over de Dordogne